# Ptygura tridorsicornis
Ptygura tridorsicornis is een raderdiertjessoort uit de familie Flosculariidae. De wetenschappelijke naam van deze soort is voor het eerst geldig gepubliceerd in 1957 door Wright.